# Фізіом
Фізіом — фізіологічного стану особистості чи виду є описом її функціональної поведінки. Фізіома описує фізіологічну динаміку нормального інтактного організму та побудована на інформації та структурі (геномі, протеомі та морфомі). Термін походить від "physio-" (природа) і "-ome" (в цілому).
Концепція проєкту фізіоми була представлена Міжнародному союзу фізіологічних наук (IUPS) його комісією з біоінженерії у фізіології в 1993 році. Семінар з розробки проєкту фізіома відбувся в 1997 році. На своєму Всесвітньому конгресі в 2001 році IUPS призначив проєкт як головний фокус на наступне десятиліття. Проєкт очолює Комісія Physiome IUPS.
Інші дослідницькі ініціативи, пов’язані з фізіомою, включають:
- Ініціатива EuroPhysiome
- Проєкт NSR Physiome Національного ресурсу моделювання (NSR) Вашингтонського університету, який підтримує проєкт IUPS Physiome
- Проєкт Wellcome Trust Heart Physiome, спільний проєкт між Оклендським і Оксфордським університетами, частина ширшого проєкту IUPS Physiome